# 竹之内明子
竹之内 明子（たけのうち あきこ、1931年2月26日- ）は、日本の英文学者、梅花女子大学名誉教授。

## 人物・来歴
神戸市生まれ。父は銀行員の金田俊郎。東京女子大学卒業、大阪大学大学院博士課程中退、1976年梅花女子大学英米文学科教授、2001年定年退任。英国演劇を専攻し、シェリダン、ゴールドスミスなどの18世紀喜劇を翻訳したほか、ジョージ・エリオットの『ダニエル・デロンダ』を初めて全訳した。

## 編纂
- 金田俊郎『65年前の洋行 銀行マンが見た1937年の世界』編 文芸社 2003

## 翻訳
- ジョン・ドライデン『恋ぞすべて 世界を失いて悔いなし』日本教育研究センター 1986
- ジョージ・エリオット『ダニエル・デロンダ』全4巻 日本教育研究センター 1987-88
- R.B.シェリダン『悪口学校』日本教育研究センター 1989
- R.B.シェリダン『恋がたき』日本教育研究センター 1990
- O.ゴールドスミス『負けるが勝ち または、一夜の取り違え』日本教育研究センター 1992
- O.ゴールドスミス『お人好し』日本教育研究センター 1994
- トワイマン・L.タワリー『狼たちの知恵 個人として組織人として成功する18の法則』DHC 1999

## 参考
- http://bookweb.kinokuniya.co.jp/htm/4835561074.html